# Ț

Litery z przecinkiem w alfabecie rumuńskim (u góry). U dołu - podobne litery z cédille.

Ț ț (T z przecinkiem) – litera alfabetu rumuńskiego, wymawiana podobnie jak „c” w języku polskim. 
Litera nie występowała w starszych wersjach Unikodu, w jej miejscu używano zwykle Ţ (t z cédille). Wprowadzono ją dopiero w wersji 3.0 na żądanie organu standaryzacyjnego Rumunii – wiele komputerów nadal nie dysponuje czcionkami z tym znakiem ani układem klawiatury zawierającym te znaki.

## Kodowanie

### Unicode
W standardzie Unicode T z przecinkiem jest kodowane na następujących pozycjach:
- wielka litera Ț: U+021A,
- mała litera ț: U+021B.

W transformacji UTF-8 litera ta jest kodowana w następujący sposób:
- wielka litera Ț: 0xC8 0x9A
- mała litera ț: 0xC8 0x9B

### ISO 8859-16
W standardzie ISO 8859-16 T z przecinkiem jest kodowane na następujących pozycjach:
- wielka litera Ț: 0xDE,
- mała litera ț: 0xFE.

### HTML i JavaScript
Gdy wpisywanie tych liter jest niemożliwe lub gdy strona musi być zakodowana w charsecie innym niż UTF-8 (lub bardzo rzadko używanym ISO-8859-16), w kodzie HTML można użyć następujących kodów:
- wielka litera Ț: &#538; lub &#x21A;
- mała litera ț: &#539; lub &#x21B;

Analogiczne kody dla JavaScriptu to:
- wielka litera Ț: \u021A
- mała litera ț: \u021B